# Islena Rey Rodríguez
Islena Rey Rodríguez (geb. 1957 in San Martín) ist eine kolumbianische Menschenrechtlerin.

## Leben
Rey stammt aus dem Kerngebiet des kolumbianischen Paramilitarismus im Departamento del Meta. Sie ist das jüngste von neun Geschwistern. Ihre Mutter, Efigenia Rodríguez beeinflusste sie maßgeblich in ihrer politischen und menschenrechtlichen Ausrichtung; ihr Vater, Diego Alberto Rey Hernández, war ein Liberaler, der trotz minimaler formaler Bildung politisch sehr aktiv war. Im Jahr 2003 wurde ihr Bruder Bertulfo ermordet. Sie arbeitete lange Zeit für die Electrificadora del Meta und genießt heute eine Pension. Sie hat zwei Kinder.

## Wirken
Rey gilt als eine der führenden Menschenrechtsverteidigerinnen in Meta. Seit 1989 ist sie in der Menschenrechtsarbeit aktiv und sie ist Präsidentin des Comité de Derechos Humanos del Meta als Nachfolgerin von Josué Giraldo Cardona, der im Jahr 1997 ermordet wurde. Ihre Arbeit brachte sie wiederholt in Lebensgefahr, insbesondere ein Angriff im Jahr 2009, bei dem sie schwer verletzt wurde und der zu einer Behinderung führte. Reys Engagement gilt besonders den marginalisierten und bedrohten Gemeinschaften in Kolumbien. Sie wendet sich gegen die fortdauernden Verletzungen der Menschenrechte in einer der gefährlichsten Regionen des Landes, wobei sie oftmals mit militärischen und paramilitärische Gruppierungen konfrontiert ist.

## Auszeichnungen
Für ihre Arbeit erhielt Rey zahlreiche Auszeichnungen, darunter 2015 den Per-Anger-Preis.